# فاطمة سليمان الأحمد
فاطمة سليمان الأحمد (فتاة غسان) شاعرة سورية ولدت عام 1908م في قرية السلاطة قضاء القرداحة في محافظة اللاذقية في سورية، وتوفيت عام 1985م، هي إبنة الشاعر والكاتب سليمان الأحمد، وشقيقة الشاعر محمد سليمان الأحمد المعروف بلقب بدوي الجبل، وزوجة الشاعر كامل صالح وأبنها الشاعر المعاصر محمد كامل صالح.

## حياتها
ولدت الشاعرة فاطمة سليمان الأحمد في جبل قرية السلاطة، من أسرة تغنت بالشعر والأدب، في قضاء القرداحة، التابعة لمدينة اللاذقية السورية، وعاشت فيها مرحلة طفولتها، تلقنت فيها فاطمة حبها للشعر من والدها الذي أغناها بفيض من الأفكار وصقل لموهبتها وتجرعت أفكاره وهي عمر 14 ربيعاً الذي أهتم في مسألة تعليمها وجعلها من أولوياته، وقد أطلعت فاطمة على مكتبته الغنية بأفكار العدل والمساوات فكانت تلك الأفكار العظيمة ثمرة عرفت لاحقاً بفتاة غسان، تواصلت مع العديد من الصحف والمجلات ونشرت لها اول قصيدة في تاريخ 20 آب 1924 م، بعنوان ذكرى الغريب، في مجلة المعرض في بيروت في العدد 330 السنة الرابعة، وهي في سن الخامسة عشر من عمرها، تزوجت من الشاعر الكبير كامل ولكن حياتها الزوجية لم تُثنها عن المشاركة في الحياة الثقافية، فاستمرت تقرض الشعر، كما كتبت المقالات التي دعت فيها إلى استنهاض الشباب وتحرير المرأة ومنحها فرص التعليم. توفيت فتاة غسان في 4 أيار عامَ 1985م عن عمرٍ ناهز سبعةً وسبعينَ عاماً وصنع تخليداً لذكراها طابع بريدي حمل أسمها.
ويوجد كتاب تحت عنوان وقائع الندوة الثقافية يسمى فتاة غسان من تأليف الدكتور أسماعيل مروى نزيه الخوري، أصدار وزارة الثقافة الهيئة العامة السورية للكتب - دمشق.

## أعمالها
لديها العديد من الأعمال الأدبية والشعرية في كتاب حوى ترجمة لها بعنوان (فاطمة سليمان الأحمد شاعة الإنسان والوطن - فتاة غسان)، ولها عدة قصائد منشورة أهمها: روح شاعرة، خبرينا يا ذكاء، إن مت، ذارقي الإنسان، ورقاء غنتني، وجولة فكرية، والقصيدة العمودية، كما كتبت مقدمة لديوان أخيها الشاعر بدوي الجبل.

## إقتباسات شعرية
| فاطمة سليمان الأحمد | رعى الله أياماً قضيت بقربكمُ، شمل الهوى بالرقمتين جميعُ، تذكرتها وهناً فهاجت صبابتي، وقلبي إلى داعي الغرام سميعُ، وغردفي جنبي حمام ألفتهُ، ففاضت له من مقلتي دموعُ | فاطمة سليمان الأحمد |

.